# Trycherus elegans
Trycherus elegans es una especie de coleóptero de la familia Endomychidae.

## Distribución geográfica
Habita en Camerún (África).